# آرثر سانت كلير
آرثر سانت كلير (بالإنجليزية: Arthur St. Clair)‏ هو ضابط وسياسي أمريكي وبريطاني (وحمل سابقاً جنسية مملكة بريطانيا العظمى والمملكة المتحدة لبريطانيا العظمى وأيرلندا)، ولد في 23 مارس 1737 في المملكة المتحدة، وتوفي في 31 أغسطس 1818 بغرينسبورج في الولايات المتحدة. انتخب Governor of Northwest Territory ‏ (15 يوليو 1788 – 22 نوفمبر 1802) وانتخب رئيس الكونغرس القاري (2 فبراير 1787 – 4 نوفمبر 1787).